# Jeanette Gustafsdotter
Eva Jeanette Gustafsdotter, ursprungligen Olsson, född 24 december 1965 i Brämaregårdens församling i Göteborg, är en svensk politiker (socialdemokrat) och jurist. Hon var kultur- och demokratiminister mellan 30 november 2021 och 18 oktober 2022.

## Uppväxt och utbildning
Jeanette Gustafsdotter växte upp i Furulund i Kävlinge kommun och gick naturvetenskaplig linje på Strömbergsskolan (Spyken) i Lund. Hon läste en termin företagsekonomi i Lund och utbildade sig därefter till jurist, med specialisering på medie- och immaterialrätt, i Uppsala. På Mittuniversitetet kompletterade hon med journalisitik mellan 1992 och 1994, och 2020 tog hon en ämneslärarexamen för gymnasiet på Luleå tekniska universitet.

## Arbetsliv
Gustafsdotter var faktagranskare på TV4 1993–1994 och arbetade sedan på Sveriges Television i olika roller under omkring tio år. Därefter arbetade hon med kommunikation och blev på 00-talet informations- och kommunikationschef på bland annat Fastighetsägarna. I slutet av 00-talet hade hon vd-tjänster för Mäklarsamfundet och för Utgivarna/Tidningsutgivarna under perioden 2011–2020, varefter hon var generalsekreterare för Sveriges museer 2020–2021.
Gustafsdotter utsågs i november 2021 till kultur- och demokratiminister i regeringen Andersson. Gustafsdotter mottogs först positivt av medierna men efter en intervju i Svenska Dagbladet fick hon kritik för undanglidande svar. Även den intervjun blev sedan föremål för diskussion i medierna.
Gustafsdotter har även uppmärksammats för sitt arbete mot hot och hat. Under sin tid i regeringen tillsatte hon en översyn av kultursamverkansmodellen.
Sedan januari 2024 är Gustafsdotter chef för Helsingborg Arena och Scen (Hasab).